# Миловка
Ми́ловка (рос. Миловка, башк. Миловка) — село у складі Уфимського району Башкортостану, Росія. Адміністративний центр Миловської сільської ради.
Населення — 2767 осіб (2010; 2496 в 2002).
Національний склад:
- росіяни — 51 %
- татари — 31 %